# 1992年バルセロナオリンピックの独立参加選手団
1992年バルセロナオリンピックの独立参加選手団（1992ねんバルセロナオリンピックのどくりつさんかせんしゅだん）は、1992年7月25日から8月9日にかけてスペインのカタルーニャ州バルセロナで開催された1992年バルセロナオリンピックの独立参加選手団、およびその競技結果。今大会の独立参加選手団は、ユーゴスラビア国籍の選手が「個人名義」で参加した選手団である。

## 概要
オリンピックへの参加は通常国内オリンピック委員会名義での派遣であるが、当時のユーゴスラビアは1990年ころから始まったいわゆるユーゴスラビア紛争により国際連合の制裁下に置かれ、ユーゴスラビアオリンピック委員会からオリンピックへ選手を派遣することは事実上不可能となった。このため国際オリンピック委員会はこの問題の救済措置として個人名義での参加を認めた。独立参加選手団のIOCコードは英語の「Independent Olympic Participants」からIOPが当てられ、国旗は五輪旗を使用した。
他大会における国家独立や崩壊に伴う救済措置としては、1992年バルセロナオリンピックではソ連崩壊直後だったために旧ソ連構成国のオリンピック委員会が未承認であり、これらの国々はEUNというチームで参加している。2000年シドニーオリンピックで東ティモールに対し「個人参加（Individual Olympic Athlete）」を認めた例、2012年ロンドンオリンピックで南スーダン・旧オランダ領アンティルの選手に対し「独立参加」を認めた例がある。

## メダル
| メダル | 選手名                       | 競技 | 種目                |
| ------ | ---------------------------- | ---- | ------------------- |
| 銀     | ヤスナ・セカリッチ           | 射撃 | 女子10mエアピストル |
| 銅     | ステファン・プレティコシッチ | 射撃 | 男子50mライフル伏射 |
| 銅     | アランカ・ビンダー           | 射撃 | 女子                |